# Onthophagus loudetiae
Onthophagus loudetiae là một loài bọ cánh cứng trong họ Bọ hung (Scarabaeidae).